# 고새롬
고새롬(高새롬, 1986년 6월 16일 ~ )은 대한민국 KBS의 41기 공채 아나운서이다.

## 학력
- 신성여자고등학교
- 이화여자대학교 정치외교학과 학사

## 경력
- 2014년 ~ : KBS제주방송총국 41기 호남제주권 공채 아나운서

## 방송진행
- KBS 930 뉴스 제주
- 제주가 보인다